# Sealands voetbalelftal (mannen)
Het Voetbalelftal van Sealand is een team van voetballers dat Sealand vertegenwoordigt bij internationale wedstrijden. Sealand is uitgesloten van deelname aan het wereld- en het Europees kampioenschap. Omdat Sealand nagenoeg onbewoond is zijn de meeste Sealand internationals Britten die uitgenodigd zijn om voor Sealand uit te komen.

## Geschiedenis
De oprichting van het voetbalelftal van Sealand begint in 2003, wanneer prins Paddy Roy Bates op 30 mei correspondeert met Christian Olsen. In een van deze brieven stond dat de Deense club Vestbjerg Vintage Idrætsforening is verkozen door de Sealandse overheid om de micronatie te vertegenwoordigen in internationale wedstrijden. Na een gezamenlijk akkoord heeft Sealand sindsdien een eigen nationaal voetbalelftal.